# ドーベルマン・ギャング
『ドーベルマン・ギャング』（The Doberman Gang）は、1972年に公開されたアメリカ合衆国のアニマル・スリラー映画。
映画音楽はアラン・シルヴェストリによって作曲されたもので後に『バック・トゥ・ザ・フューチャー』や『フォレスト・ガンプ』などの有名な映画音楽で成功した。

## ストーリー
銀行強盗のエディ、サミー、ジョジョの3人組は銀行から大金を強奪したものの、間違えて別人の車に乗せてしまった。
その後、エディはある出来事を機に、ドーベルマンを仲間に加えることを思いつき、ベトナム帰還兵のバーニーを呼び寄せる。早速彼らは犬の訓練所として山中の農園を借り、6匹のドーベルマンを受け入れ、それぞれデリンジャー、ボニー、クライド、ベビーフェイス・ネルソン、プリティ・ボーイ・フロイド、メー・バーカーという名前を付ける。人間には聞こえない高周波数の犬笛も手に入ったことで計画は順調に進み、彼らは6匹のドーベルマンを銀行に送り込む。ところが、バーニーが犬たちへの愛着ゆえにその場から逃走してしまう。代わりにジューンが犬笛を通じて彼らに撤退を命じるも、今度は彼女が大金をせしめようとしたため計画は大幅に狂う。そして、大金を携えて帰還した犬たちは飼い主から犬笛を奪って逃走した。

## キャスト
| 役名           | 俳優                 | 日本語吹替                            |
| 役名           | 俳優                 | 日本テレビ版                          |
| -------------- | -------------------- | ------------------------------------- |
| エディ         | バイロン・メーブ     | 日高晤郎                              |
| バーニー       | ハル・リード         | 柴田昌宏                              |
| ジューン       | ジュリー・パリッシュ | 伊佐山ひろ子                          |
| サミー         | シミー・ボウ         | 藤岡重慶                              |
| ジョジョ       | ジョジョ・ダモーレ   | 金内喜久夫                            |
| 不明 その他    | N/A                  | 藤本譲 城山知馨夫 仲木隆司 鵜飼るみ子 |
| 日本語スタッフ |                      |                                       |
| 演出           |                      |                                       |
| 翻訳           |                      |                                       |
| 効果           |                      |                                       |
| 調整           |                      |                                       |
| 制作           |                      |                                       |
| 解説           | 解説                 | 水野晴郎                              |
| 初回放送       | 初回放送             | 1977年10月5日 『水曜ロードショー』    |